# Trissodoris
Trissodoris é um gênero de traça pertencente à família Cosmopterigidae.